# Goethův dub
Goethův dub v parku zámku Krásný Dvůr byl až do svého zániku nejmohutnějším dubem České republiky. Pravděpodobně by se umístil i ve trojici nejstarších, ale věk nelze určit přesně. Dub definitivně zanikl zřejmě na konci 90. let 20. století, roku 1999 byla ukončena ochrana stromu.

## Základní údaje
- název: Goethův dub
- výška: 28 m (1988)[1], 24 m (2002)[2]
- obvod: 900 cm (1988)[1], 1040 cm (2002)[2]
- obvod ve 170 cm: 905 cm (2002)[2]
- věk: 1000 let[2]
- chráněn: od 1. října 1989[1]
- ochrana ukončena: 27. srpna 1999[1]
- sanace: ano
- souřadnice: 50°15'5.43"N, 13°22'6.54"E

## Stav stromu a údržba
Původně prý býval označovaný jako nejkrásnější dub v Čechách. Už tomu ale musí být dlouho, protože již deset let nežije a v posledních letech mu z koruny moc nezbývalo. Přesné datum zániku stromu není uváděno, odumírání bylo postupné a pravděpodobně bylo jednou z příčin i nevhodné ošetření stromu. Minimálně do roku 2004 bylo torzo kmene ovětvené, v období mezi lety 2004 a 2009 byly větve z důvodu bezpečnosti odstraněny.

## Historie a pověsti
První anglický park v Českých zemích dal v letech 1783–1793 zbudovat Jan Rudolf Černín. V letech 1808–1810 dvakrát zámek navštívil Johann Wolfgang Goethe, který byl místním parkem nadšen, což hraběte velmi těšilo. Strom tedy ke svým osmistým "narozeninám" získal přízvisko po jedné z nejvýznamnějších osobností přelomu 18. a 19. století. Nebyl však jediným dubem, který měl s Goethem spojitost. Druhý – situovaný u pískovcové lavičky nedaleko pavilonu Lusthaus – si prý básník oblíbil ještě víc. Rád sedával pod jeho korunou a v pavilonu umístěném dál od ruchu zámku si zbudoval provizorní pracovnu.

## Další zajímavosti
Dubu byl věnován prostor v televizním pořadu Paměť stromů, konkrétně v dílu číslo 11, Stromy umělců. Patřil k nejstarším dubům na našem území. Podobný věk byl odhadován Žižkově dubu v Náměšti. Tisíc let věku pověsti přisoudily i Svatováclavskému dubu ve Stochově a Oldřichově dubu v Peruci, ale ty jsou podle odborných odhadů mladší.

## Památné a významné stromy v okolí
Zámecký park byl založený na konci 18. století, ale mnohé dřeviny (především duby) jsou starší. Kromě nejstaršího (Goethova) tu můžeme najít ještě několik dalších dubů se zhruba osmimetrovým obvodem a věkem odhadovaným na 500 let. Některé z nich jsou stažené obručemi, nebo jinak ošetřené. Tyto stromy jsou považované za součást původního porostu. Další staré duby rostou u potoka, buky jsou o něco mladší. Žádný ze stromů však oficiálně není vyhlášený jako památný.
- Podlesické lípy